# 2006–2007-es magyar női labdarúgó-bajnokság (másodosztály)
A magyar női labdarúgó-bajnokság másodosztályában 2006–2007-ben tizenöt csapat küzdött a bajnoki címért. A bajnoki címet a Pécsi VSK szerezte meg és jutott az NB I-be a második helyezett Olimpia NFK csapatával együtt.

## Végeredmény

### Nyugati csoport
| #  | Csapat                | M  | GY | D | V  | G+ – G– | GK  | P  | Megjegyzések        |
| -- | --------------------- | -- | -- | - | -- | ------- | --- | -- | ------------------- |
| 1. | Veszprém              | 14 | 13 | 0 | 1  | 54–8    | +46 | 39 | Felsőházi rájátszás |
| 2. | Pécsi MFC             | 14 | 8  | 3 | 3  | 25–14   | +11 | 27 | Felsőházi rájátszás |
| 3. | Pécsi VSK             | 14 | 8  | 1 | 5  | 38–20   | +18 | 25 | Felsőházi rájátszás |
| 4. | Nagykutas             | 14 | 8  | 1 | 5  | 24–19   | +5  | 25 | Felsőházi rájátszás |
| 5. | Soproni FAC           | 14 | 4  | 1 | 9  | 25–46   | −21 | 13 | Alsóházi rájátszás  |
| 6. | Somogyjád SZKKSE      | 14 | 4  | 1 | 9  | 16–38   | −22 | 13 | Alsóházi rájátszás  |
| 7. | Völgységi NSE         | 14 | 4  | 2 | 8  | 27–45   | −18 | 9  | Alsóházi rájátszás  |
| 8. | Fészek Csempebolt NFK | 14 | 2  | 1 | 11 | 22–41   | −19 | 7  | Alsóházi rájátszás  |

### Keleti csoport
| #  | Csapat                | M  | GY | D | V | G+ – G– | GK  | P  | Megjegyzések        |
| -- | --------------------- | -- | -- | - | - | ------- | --- | -- | ------------------- |
| 1. | Hegyvidék SE          | 12 | 10 | 2 | 0 | 33–12   | +21 | 32 | Felsőházi rájátszás |
| 2. | Gyulai Amazonok       | 12 | 9  | 2 | 1 | 42–14   | +28 | 29 | Felsőházi rájátszás |
| 3. | Olimpia NFK           | 12 | 7  | 0 | 5 | 38–18   | +20 | 21 | Felsőházi rájátszás |
| 4. | Szegedi AK            | 12 | 3  | 3 | 6 | 24–26   | −2  | 12 | Felsőházi rájátszás |
| 5. | Pálhalmai SE          | 12 | 3  | 3 | 6 | 12–24   | −12 | 12 | Alsóházi rájátszás  |
| 6. | Nyíregyházi Kölyök SC | 12 | 2  | 2 | 8 | 12–24   | −12 | 8  | Alsóházi rájátszás  |
| 7. | Csepel FC             | 12 | 1  | 2 | 9 | 15–58   | −43 | 5  | Alsóházi rájátszás  |
| 8. | Angyalföldi SI        | 0  | 0  | 0 | 0 | 0–0     | 0   | 0  | visszalépett        |

### Felsőház
| #  | Csapat          | M  | GY | D | V  | G+ – G– | GK  | P  | Megjegyzések |
| -- | --------------- | -- | -- | - | -- | ------- | --- | -- | ------------ |
| 1. | Pécsi VSK       | 14 | 9  | 1 | 4  | 34–23   | +11 | 28 | NB I         |
| 2. | Olimpia NFK     | 14 | 9  | 1 | 4  | 34–26   | +8  | 28 | NB I         |
| 3. | Pécsi MFC       | 14 | 7  | 3 | 4  | 29–21   | +8  | 24 |              |
| 4. | Veszprém        | 14 | 5  | 3 | 6  | 30–28   | +2  | 18 |              |
| 5. | Gyulai Amazonok | 14 | 5  | 2 | 7  | 32–34   | −2  | 17 |              |
| 6. | Nagykutas       | 14 | 5  | 2 | 7  | 18–27   | −9  | 17 |              |
| 7. | Hegyvidék SE    | 14 | 4  | 4 | 6  | 26–30   | −4  | 16 |              |
| 8. | Szegedi AK      | 14 | 4  | 0 | 10 | 27–41   | −14 | 12 |              |

### Alsóház
| #  | Csapat                | M  | GY | D | V | G+ – G– | GK  | P  | Megjegyzések |
| -- | --------------------- | -- | -- | - | - | ------- | --- | -- | ------------ |
| 1. | Völgységi NSE         | 12 | 7  | 5 | 0 | 28–14   | +14 | 26 |              |
| 2. | Fészek Csempebolt NFK | 12 | 6  | 4 | 2 | 23–13   | +10 | 22 |              |
| 3. | Csepel FC             | 12 | 5  | 3 | 4 | 35–22   | +13 | 18 |              |
| 4. | Soproni FAC           | 12 | 4  | 3 | 5 | 33–31   | +2  | 15 |              |
| 5. | Somogyjád SZKKSE      | 15 | 3  | 6 | 6 | 15–19   | −4  | 15 |              |
| 6. | Nyíregyházi Kölyök SC | 12 | 4  | 1 | 7 | 25–29   | −4  | 13 |              |
| 7. | Pálhalmai SE          | 12 | 1  | 2 | 9 | 15–46   | −31 | 5  |              |

## A góllövőlista élmezőnye
| Gól                                                                           | Név             | Csapat          |
| ----------------------------------------------------------------------------- | --------------- | --------------- |
| 31                                                                            | Nagy Hedvig     | Veszprém        |
| 25                                                                            | Forray Tünde    | Völgységi NSE   |
| 23                                                                            | Heidt Edina     | Gyulai Amazonok |
| 20                                                                            | Bálint Barbara  | FC Váti Sopron  |
| 18                                                                            | Ferencz Éva     | Pécsi VSK       |
| 17                                                                            | Zágor Bernadett | Veszprém        |
| Utolsó frissítés: 2007. június 30.                                            |                 |                 |
| Forrás: Futballévkönyv 2007, Aréna 2000 Kiadó, Budapest, 2007, ISSN 1585-2172 |                 |                 |